# Посавски гонич
| Посавски гонич                            |
| ----------------------------------------- |
|                                           |
| Алтернативно име                          |
| Земља порекла                             |
|                                           |
| Крас                                      |
| Класификација                             |
|                                           |
| \| ФЦИ: Група 6 #154 \| \| АКС: гоничи \| |
| Одгајивачки стандарди (Спољне повезнице)  |
|                                           |
| Нотес                                     |
|                                           |
| ФЦИ: Група 6 #154                         |
| АКС: гоничи                               |

Посавски гонич (колоквијално: Посавац) је раса ловачког пса, пореклом из Хрватске, која припада породици гонича.

## Порекло
Ова раса настала је још у 16. веку, на просторима данашње Хрватске. Њихов развој текао је нешто спорије у односу на друге расе. Током 19. века, почели су да бележе раст популарности. 1955. године признати су и добили су свој FCI стандард. Претежно су гајени на простору Посавине, по чему су и добили име. И дан данас јако су популарни у свим земљама на простору бивше Југославије, док су у остатку света прилично непозната раса.

## Карактеристике расе

### Изглед
Посавски гонич је компактан пас, чврсто грађен, са главом која је дугуљаста. Њушка му је веома изражена, као и лобања. Очи су му углавном тамне боје, нос црн, а уши постављене размакнуто са заобљеним крајевима који висе. Леђа су дуга и мишићава, груди нешто уже, а ноге јаке и мишићаве. Реп је веома дугачак и може бити крупан. Длака и полудлака су густе и оштре. Дозвољене су све нијансе боје, од жуто-смеђе до риђе-смеђе, као и то да пас има беле ознаке на грудима, глави и шапама. Ознаке не би требало да покривају више од 20% површине тела. Просечна висина мужјака креће се у просеку од 46 до 58 центиметара, док су женке мање од њих за 5 до 10%. Просечна тежина мужјака је 25 килограма, док су женке нешто лакше од њих.

### Темперамент
Имају веома смирен темперамент, али и поред тога изузетно су спретни и брзи. Веома су живахни, одани и привржени власниковој породици. Њух им је веома добро развијен. Нису агресивни, али због њихове покретљивости и живахности, није препоручљиво да буду насамо са малом децом. Послушни су, али им је ипак потребан ауторитативан власник. Према странцима ће бити прилично резервисани, а уз правилну социјализацију, савршено ће се слагати са другим животињама. Мужјаци могу показати неке знаке агресивности према мужјацима других раса паса.

### Животни век
Животни век ове расе је око 12 година.